# Thiên hoàng Go-Kōgon
Thiên hoàng Go-Kōgon (後光厳天皇 (Hậu Quang Nghiêm Thiên hoàng) Go-Kōgon-tennō, 23 tháng 3, 1338 – 12 tháng 3, 1374) là Thiên hoàng thứ tư của Bắc triều, do Mạc phủ Ashikaga bảo hộ tại Kyōto. Theo các học giả tiền Minh Trị, triều đại của ông kéo dài từ năm 1352 đến năm 1371.

## Phả hệ
Tên cá nhân của ông là Iyahito (弥 仁). Ông là con thứ hai của Thiên hoàng Kōgon, em trai của người tiền nhiệm là Thiên hoàng Sukō. Mẹ ông là Hideko (秀 子), con gái của Sanjō Kinhide.
Ông có 4 hoàng hậu, phu nhân với 15 người con cả trai lẫn gái. Hầu hết các con ông đều xuất gia theo đạo Phật, riêng con trai thứ hai là thân vương Ohito sẽ lên ngôi, hiệu là Thiên hoàng Go-En'yū.

## Lên ngôi Thiên hoàng
Ngày 25 tháng 9 năm 1352, ông được Ashikaga Yoshiakira đặt lên ngôi sau khi Thái tử nhiếp chính Tadahito cùng hoàng tộc Bắc triều bị quân Nam triều bắt về Yoshino trong cuộc tấn công bất ngờ vào Kyoto năm 1351.
Trong thời gian Go-Kōgon ở ngôi, chiến tranh Nam - Bắc triều vẫn tiếp tục và kinh đô Kyoto của ông liên tục mất ổn định. Quân Nam triều nhiều lần tấn công kinh đô khiến triều đình ông ta phải bỏ chạy về Omi và những nơi khác. Mãi đến khi Ashikaga Yoshimitsu, con trai của Yoshiakira lên làm Shogun, tình hình bắt đầu lắng dịu. Yoshimitsu đem quân tấn công lực lượng của daimyo thủ hộ chống đối, qua đó kiềm chế sức mạnh của Nam triều. Nhờ chính sách này của Yoshimitsu mà Nam triều suy thoái và tạm dừng các cuộc tấn công vào Bắc triều, trất tự tại Kyoto được củng cố.
Chiến tranh liên miên làm hai phe Nam - Bắc triều cùng suy yếu, Thiên hoàng Go-Kōgon về sau cũng bị mất hết quyền lực, trở thành bù nhìn.
Vào ngày 09 tháng 4 năm 1371, ông thoái vị để con trai thứ hai là thân vương Ohito sẽ lên ngôi, hiệu là Thiên hoàng Go-En'yū.
Ông trở thành Thượng hoàng, mất tại chùa vì bệnh tật vào ngày 12 tháng 3 năm 1374.

### Niên hiệu
Cũng như các Thiên hoàng tiền nhiệm của Bắc triều, ông đặt hai hệ thống niên hiệu:

#### Niên hiệu chính thống
- Shōhei (1346–1370)
- Kentoku (1370–1372)

#### Niên hiệu của Bắc triều
- Kannō (1350–1352)
- Bunna (1352–1356)
- Embun (1356–1361)
- Kōan (1361–1362)
- Jōji (1362–1368)
- Ōan (1368–1375)